# Anthus pallidiventris
Anthus pallidiventris là một loài chim trong họ Motacillidae.